# Jean Delsarte
Jean Frédéric Auguste Delsarte (Fourmies, 19 de outubro de 1903 — Nancy, 28 de novembro de 1968) foi um matemático francês.
Conhecido por seu trabalho em análise matemática, e em particular pela introdução de funções médias periódicas e operadores translação generalizados. Foi um dos fundadores do grupo Nicolas Bourbaki.